# مک‌لارن سنا
مک‌لارن سنا (به انگلیسی: McLaren Senna) یک خودروی اسپورت موتور وسط تولید شده توسط خودروسازی مک‌لارن است. این خودرو جدیدترین سری مک‌لارن است این خودرو در تاریخ ۱۰ دسامبر ۲۰۱۷ توسط شرکت معرفی شد. نمایش رسمی خودرو در نمایشگاه ژنو ۲۰۱۸ صورت گرفت. تمام اتومبیل‌ها در مرکز تولید مک‌لارن در ووکینگ،  انگلستان ساخته خواهند شد و تولید آن  محدود به تنها ۵۰۰ دستگاه است که همه آن‌ها از قبل فروخته شده‌اند.
این خودرو در اواخر دهه ۱۹۸۰ و اوایل دهه ۱۹۹۰ به‌عنوان یکی از رانندگان سابق فرمول یک، آیرتون سنا، به‌خاطر موفقیت‌هایش در تیم فرمول یک مک‌لارن جلب توجه می‌کند.

## ادای احترام به آیرتون سنا
| «                   | خانواده ما بسیار مشتاق نامگذاری سری جدید مک‌لارن سنا است. این نخستین پروژه ای است که واقعاً با روح و عملکرد مسابقه آیرتون ارتباط دارد. مک لارن سنا به عموی من احترام می‌گذارد، زیرا به‌طور کامل به ارائه یک تجربه مدار می‌پردازد که به راننده می‌تواند بهترین باشد. | » |
| —برونو سنا، ESPN UK | |   |

این خودرو با نام آیرتون سنا، راننده مسابقات پیشین برزیل، که در اواخر دهه ۱۹۸۰ و اوایل دهه ۱۹۹۰، با تمام سه پیروزی فصل خود و ۳۵ از ۴۱ پیروزی بزرگ پیروزی خود، با موفقیت در تیم مک‌لارن، فرمول یک را به عهده گرفت. مکلارن حاوی حقوق نام خانوادگی سنا با انستیتو آیرتون سنا است. این سازمان و مک‌لارن نام سنا را به این ماشین ورزشی منحصر کرد، و هر شرکت دیگری را از استفاده از این نام ممنوع کرده‌است.

## مشخصات
تمرکز اصلی مک‌لارن برای تولید مک‌لارن سنا سرعت سریع است، این را از طراحی سبک و آیرودینامیکی آن می‌توان تشخیص داد.
سنا عمدتاً مبتنی بر مدل ۷۲۰اس است، با استفاده از کربن تقویت شده مونوکو و دو موتور توربوشارژر. سنا توسط یک نسخه اصلاح شده از موتور ۴ لیتری وی۸ دوقلوهای توربوشارژر با نام تجاری مک‌لارن سنا تهیه شده‌است که M840TR آن را با یک انتقال ۷ سرعته دو کلاچ که تمام ۷۸۹ اسب بخار و ۵۹۰ فوت بدتر (۸۰۰ نانومتر) به چرخ‌های عقب منتقل می‌کند. بر خلاف تکرار قبلی، سنا از یک موتور الکتریکی استفاده نمی‌کند، همان‌طور که ماشین در حال حاضر وزن آن بسیار کم است، در وزن ۱٬۱۹۸ کیلوگرم (۲۶۴۱ پوند)، اجازه می‌دهد تا نسبت قدرت به وزن ۶۵۸ اسب بخار در هر تن داشته باشد.
قطعات آیرودینامیکی فیبر کربنی سنا ماشین را پر می‌کنند، با بال‌های عقب دو طرفه، دو عنصر منتشر کننده، شبیه‌سازی سقف القایی فرمول یک، مصرف هوای جلو، ورودی هوای جانبی، آینه‌های عقب هوا و بال‌های جلویی بزرگ. در داخل یک پنل در کنار مصرف یک مجموعه کوچک از مینی کانارد است. مناطق با فشار کم با رادیاتور با کارایی بالا همراه هستند. این خودرو از درهای دیویدسون مانند اف۱ و پی۱ قبل از آن استفاده می‌کند و همچنین دارای پنجره‌هایی در قسمت پایین‌تر از درهای خود است.
سنا از یک نسل جدید ترمزهای ترمز کربن برمبو استفاده می‌کند که دارای ترکیب جدیدی است که دارای هدایت گرمائی ۳٫۵ برابر بهتر از قبل است، ترمزهای کوچک‌تر و سبک‌تر، همراه با مجموعه‌ای جدید از چرخ‌های آلیاژی قفل مرکزی پیچیده شده در پیرلی پی -صفر تروف آرآر او و نسل جدیدی از مونوکوک مک‌لارن، به نام قفس مونو III، که همه به سبکی سبک سنا کمک می‌کند. داخلی با فیبر کربن باز شده پر شده‌است، با صندلی‌هایی که می‌توانند بسته به اولویت مشتری با آلکانتارا یا چرم براق شوند. پشت این دو کرسی، اتاق کافی برای دو کت و شلوار و کت و شلوار دارد و طراحی مینیمالیست و محدود خودرو را ذکر کرده‌است. تعلیق شاسی مکانیکی هلیکوپتر مکانیکی II (RCC II) با ماشین و با بازوهای کنترل دوبرابر می‌شود.

## آمار عملکرد[۹]
در فوریه ۲۰۱۸، مک‌لارن آمار کامل عملکرد مدل سنا را منتشر کرد، اینها عبارتند از:
- ۰–۶۲ مایل در ساعت (۰–۱۰۰ کیلومتر در ساعت) در ۲٫۸ ثانیه. ۰–۱۲۴ مایل در ساعت (۰–۲۰۰ کیلومتر در ساعت) در ۶٫۸ ثانیه. ۰–۱۸۶ مایل / ساعت (۰–۲۹۹ کیلومتر / ساعت) در ۱۷٫۵ ثانیه. ایستادن Crochet مایل در ۹٫۹ ثانیه. نسبت قدرت به وزن ۶۵۹ اسب بخار در تن سرعت بالای ۲۱۱ مایل در ساعت (۳۴۰ کیلومتر در ساعت) (خط قرمز محدود).

## تولید
هر خودروی دست‌ساز در مرکز تولید مک‌لارن در ووکینگ، ساری، انگلستان با تولید تنها ۵۰۰ واحد، که همه آن‌ها قبلاً فروخته شده‌است. مک لارن سنا با قیمت ۷۵۰٬۰۰۰ پوند (۸۳۷٬۰۰۰ دلار آمریکا) با واریز تخفیف ماشین در قیمت ۱٬۹۱۶٬۷۹۳ پوند (۲٬۶۷۰٬۰۰۰ دلار آمریکا) فهرست شده‌است. تحویل‌ها در سه‌ماهه سوم سال ۲۰۱۸ آغاز می‌شود.

## مک‌لارن سنا جی‌تی‌آر

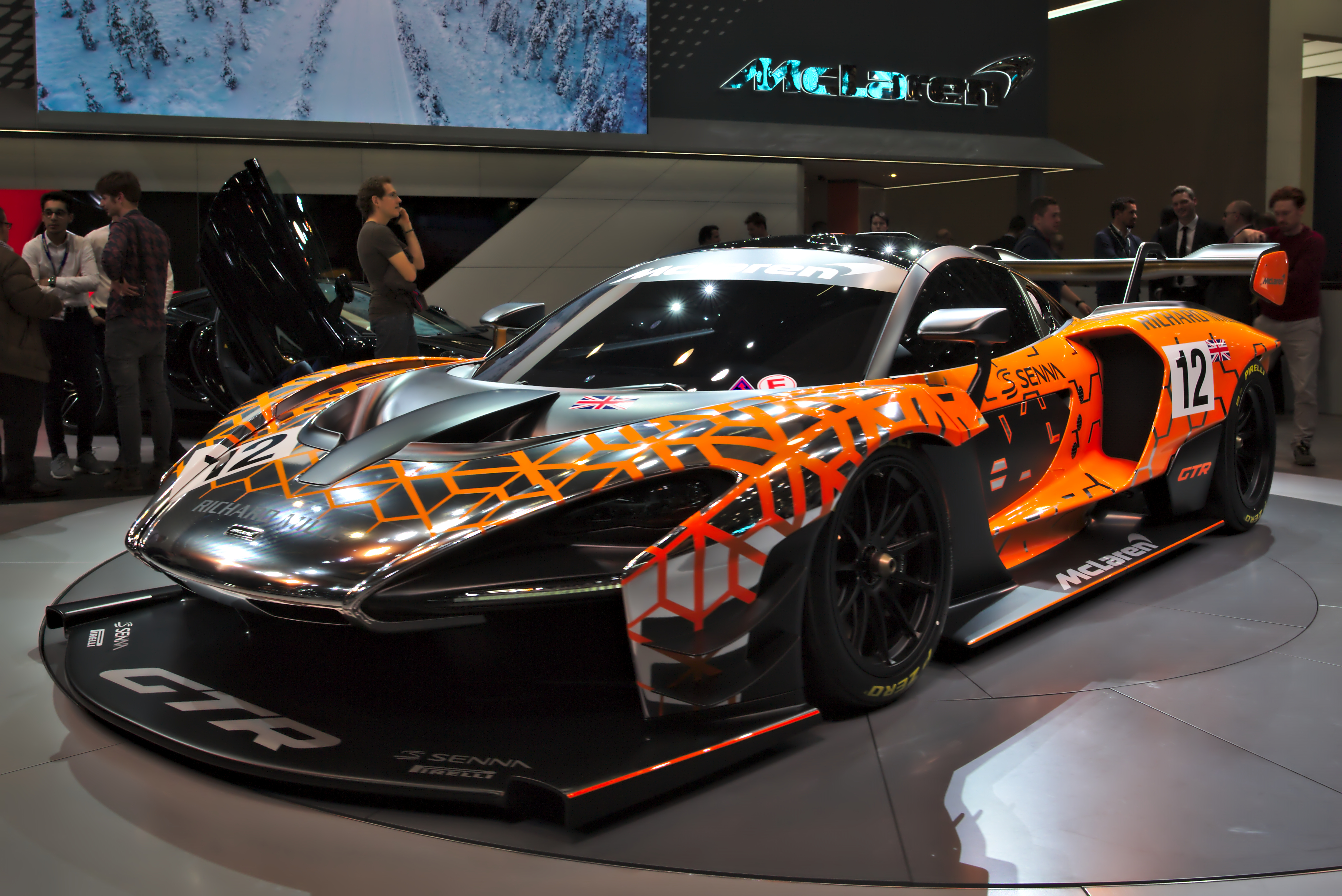
مک‌لارن سنا جی‌تی‌آر بر روی صفحه نمایش نمایشگاه خودروی ژنو در سال ۲۰۱۸

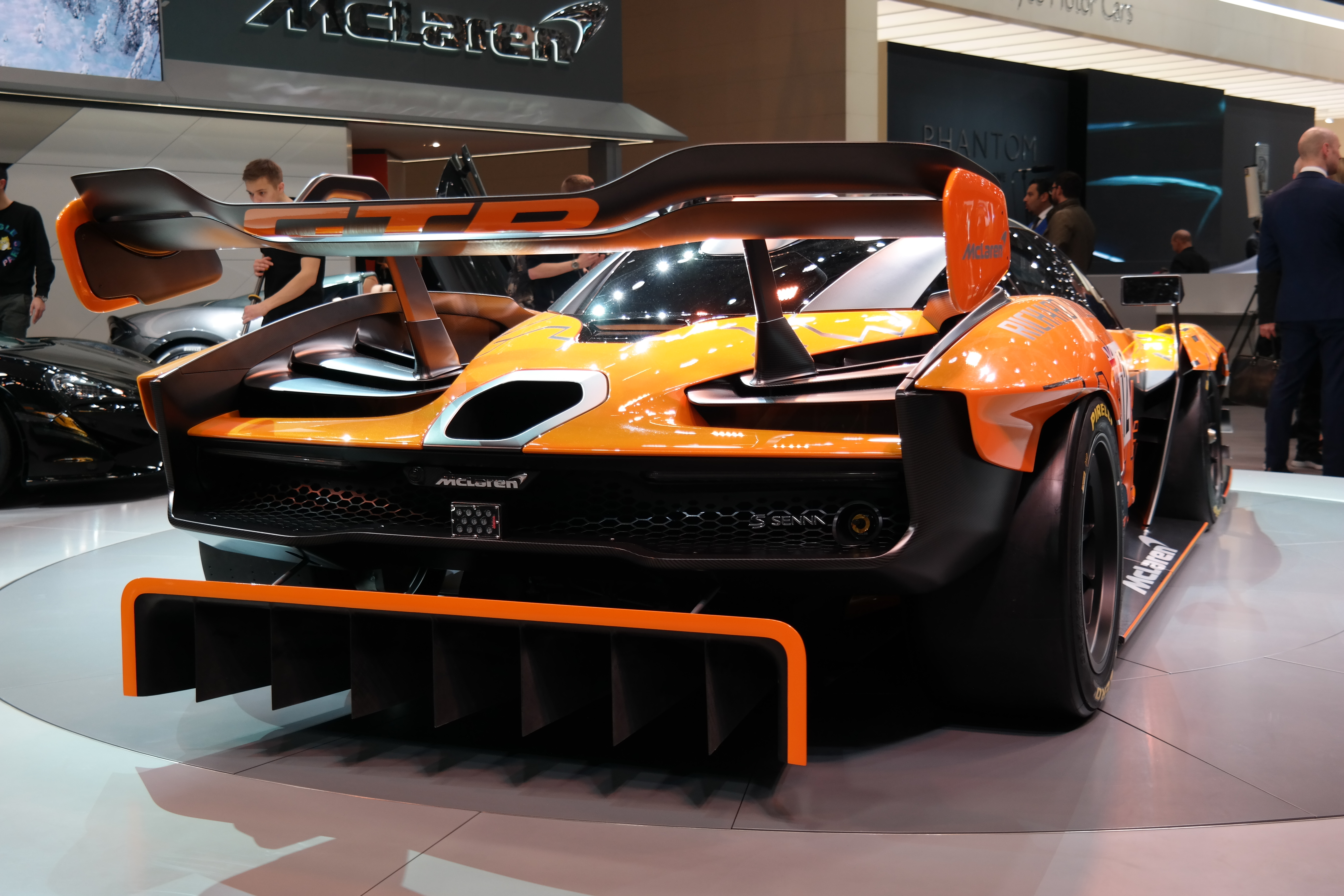
مک‌لارن سنا جی‌تی‌آر بر روی صفحه نمایش نمایشگاه خودروی ژنو در سال ۲۰۱۸

در نمایشگاه ژنو ۲۰۱۸، مک‌لارن تنها تکرار رکورد سنا را که سنترا جی‌تی‌آر را نامگذاری کرده بود، اعلام نکرد. جی‌تی‌آر از انتقال مسابقه دو کلاچ برای انتقال سریع‌تر دنده‌ها، یک سیستم تعلیق تجدید شده و مسابقات مسابقه پیرلی استفاده می‌کند تا سریع‌ترین و بدون فرمول یک خودروی مکلارن برای دوران سرعت دوران ایجاد کند. سنا جی‌تی‌آر برآورد شده‌است که حداقل از ۸۲۵ اسب بخار (۸۱۴ اسب بخار ۶۰۷ کیلو وات) از موتور ۴٫۰ لیتری دوقلوهای توربو وی۸ تولید کند و به معنای سریعتر و با سرعت بیشتری نسبت به جاده آن است. در بیرون، جی‌تی‌آر با استفاده از بالهای جلو و عقب، یک splitter جلو بزرگتر، چرخ‌های جدید و یک عقب بزرگتر عقب برای تولید خودرو حدود ۲٬۲۰۴ کیلوگرم (۱۰۰۰ کیلوگرم) نیروی کم استفاده می‌کند. سنا جی‌تی‌آر تنها به ۷۵ نمونه محدود خواهد شد و هزینه هر ۱ میلیون پوند خواهد داشت.